# Nick Pearson
Nick Pearson (West Allis, Wisconsin, 13 augustus 1979) is een Amerikaanse langebaanschaatser die zijn carrière begon als allrounder, maar zich later enkel op de sprint toelegde.
Zijn eerste wereldbekerwedstrijd schaatste hij op 15 november 1998 op het ijs van Hamar waar hij 27e werd op de 5000 meter. Na enkele minder succesvolle jaren waarin hij zich probeerde te plaatsen voor de internationale allround toernooien besloot hij over te stappen naar de 500, 1000 en 1500m. Een keuze die goed voor hem uitpakte. Tijdens de Amerikaanse sprintkampioenschappen pakte hij de overwinning op de 1000 meter op de tweede dag. Ook in de wereldbekerwedstrijden begon hij in de loop der jaren steeds betere resultaten neer te zetten, maar tot een wereldbekerzege kwam het tot op dit moment nog niet (december 2009).

## Persoonlijk Records
| Afstand     | Tijd     | Datum            | Baan           |
| ----------- | -------- | ---------------- | -------------- |
| 500 meter   | 35,25    | 12 december 2009 | Salt Lake City |
| 1000 meter  | 1.07,97  | 16 februari 2002 | Salt Lake City |
| 1500 meter  | 1.45,51  | 19 februari 2002 | Salt Lake City |
| 3000 meter  | 4.00,54  | 14 oktober 2000  | Calgary        |
| 5000 meter  | 6.47,59  | 14 januari 2000  | Calgary        |
| 10000 meter | 14.25,19 | 16 januari 2000  | Calgary        |

## Resultaten
| Jaar | WK Sprint | WK Afstanden      | Olympische Spelen |
| ---- | --------- | ----------------- | ----------------- |
| 2000 | 16e       | 14e 1000m         |                   |
| 2001 | 20e       | 14e 1000m         |                   |
| 2002 | 12e       |                   |                   |
| 2003 | 15e       | 18e 500m 5e 1000m |                   |
| 2004 | 24e       |                   |                   |
| 2005 |           | 6e 1000m          |                   |
|      |           |                   |                   |
| 2008 | 26e       | 14e 1000m         |                   |
| 2009 |           | 14e 1000m         |                   |
| 2010 |           |                   | 26e 500m 7e 1000m |